# Rosendo Salazar
Rosendo Salazar är en ort i Mexiko.   Den ligger i kommunen Cintalapa och delstaten Chiapas, i den sydöstra delen av landet, 600 km sydost om huvudstaden Mexico City. Rosendo Salazar ligger 703 meter över havet och antalet invånare är 955.
Terrängen runt Rosendo Salazar är varierad. Runt Rosendo Salazar är det ganska glesbefolkat, med 26 invånare per kvadratkilometer. I omgivningarna runt Rosendo Salazar växer huvudsakligen savannskog.